# Marianna Cope
Marianna Cope, właśc. Barbara Koob, również: Kob, Kopp, oficjalne Coop, łac. Maria Anna Cope (ur. 23 stycznia 1838 w Heppenheim (Bergstraße) w Niemczech, zm. 9 sierpnia 1918 w Kalaupapa na Hawajach) – amerykańska tercjarka franciszkańska (OFS) i misjonarka, opiekunka trędowatych na Hawajach i założycielka Zgromadzenia Sióstr Niepokalanego Poczęcia Misjonarek Nauczania, święta Kościoła katolickiego.
Wstąpiła do zgromadzenia sióstr III zakonu św. Franciszka w Syracuse w stanie Nowy Jork (Córki św. Franciszka z Asyżu). W listopadzie 1888 roku przeniosła się do Kalaupapa, by pomóc schorowanemu ojcu Damianowi z wyspy Molokaʻi na Hawajach, gdzie pracowała jako opiekunka trędowatych. Nazywana ją matką Marianną z Molokaʻi. Żyła wśród trędowatych 35 lat.

## Kult
Została beatyfikowana 14 maja 2005 roku. Była to pierwsza beatyfikacja w okresie pontyfikatu papieża Benedykta XVI, ale mszę celebrował nie papież, a prefekt Kongregacji ds. Kanonizacyjnych kardynał José Saraiva Martins. Wraz z Marią Anną Cope błogosławioną ogłoszona została hiszpańska zakonnica Ascensión Nicol Goni. Kanonizowana została 21 października 2012 także przez papieża Benedykta XVI.
Jej wspomnienie liturgiczne w Kościele katolickim obchodzone jest 23 stycznia. 
W Kościele Episkopalnym w USA Mariannę wspomina się 15 kwietnia obok św. ojca Damiana.